# Rinder & Lewis
Laurin Martin Rinder e William Michael Lewis, meglio conosciuti come Rinder & Lewis, sono un duo di musicisti e produttori statunitense. Nel corso della loro carriera hanno avviato molti progetti tra cui El Coco, Le Pamplemousse, Tuxedo Junction, Saint Tropez e Discognosis. Ciò che accomuna le pubblicazioni del duo e i loro progetti sono l'influenza dell'Eurodisco e le progressioni di accordi e gli arrangiamenti del jazz.

## Storia del gruppo
Rinder era stato un sessionman per artisti rock e soul e aveva lavorato per la Motown e il Muscle Shoals Sound Studio prima di conoscere Lewis alla fine degli anni sessanta a Los Angeles, durante un'audizione degli Standells. I due artisti iniziarono la loro collaborazione suonando in un gruppo rock di nome Joshua.
Nel 1973 Rinder e Lewis entrarono a far parte dell'entourage della AVI Records in qualità di produttori e musicisti. Da quel momento, oltre a pubblicare album come Rinder & Lewis, il duo avviò molti progetti. Stando alle parole di Rinder, «l'unica vera variazione tra un gruppo e l'altro erano le voci che reclutavamo di volta in volta, quando non eravamo noi stessi a cantare».
La notorietà di Rinder & Lewis è in buona parte dovuta al loro progetto di maggior successo discografico El Coco, che contamina disco music, musica brasiliana e jazz facendo uso dei consueti arrangiamenti della disco music oltre a strumenti musicali quali glockenspiel, marimba, vibrafono e clarinetto. Stando a Ray Harris della AVI Records, il nome "El Coco" riprende quello dell'etichetta Coco Records; secondo Rinder, sarebbe invece un riferimento alla cocaina. Dopo aver esordito con due album nel 1975, gli El Coco pubblicarono i singoli Fait le chat (1976), entrato nella Top 10 delle classifiche statunitensi e Let's Get It Together (1978), che vendette più di 800.000 copie. Ebbe particolarmente successo la traccia del 1978 Cocomotion (un riferimento alla canzone The Loco-Motion), che entrò nelle classifiche britanniche e, assieme ai brani del relativo LP, verrà riprodotta dai disc jockey nei club di New York per più di cinque mesi.
Tra gli altri progetti di Rinder & Lewis è degno di menzione Le Pomplemousse, la cui Le Spank (1977) entrò nella Top 5 della classifica disco e alla sesta posizione della classifica R&B. All'album in cui è contenuta la traccia partecipò il contrabbassista David Williams, sebbene non compaia nei crediti dell'album.
Dopo essere diventati produttori della neonata Butterfly Recordings nel 1977, Rinder & Lewis produssero dischi come Tuxedo Junction, il cui stile richiama quello dei complessi jazz anni trenta di Glenn Miller, Tommy Dorsey e Artie Shaw. Per la medesima etichetta, il duo di produttori pubblicò della musica in collaborazione con un trio di cantanti a nome Saint Tropez, a cui è attribuita una rivisitazione di Je t'aime... moi non plus (1977), di Serge Gainsbourg e Jane Birkin.
Gli ultimi dischi firmati da Rinder & Lewis risalgono agli anni ottanta.

## Discografia

### Come Rinder & Lewis

#### Album in studio
- 1977 – Seven Deadly Sins
- 1979 – Warriors
- 1980 – Cataclysm
- 1982 – Full Circle
- 1982 – Half Circle

### Come El Coco

#### Album in studio
- 1975 – Brazil
- 1975 – Mondo Disco
- 1976 – Let's Get It Together
- 1977 – Cocomotion
- 1978 – Dancing in Paradise
- 1980 – Revolución
- 1982 – El Coco

#### Singoli
- 1976 – Fait le chat
- 1978 – Let's Get It Together
- 1978 – Cocomotion

### Come Le Pamplemousse

#### Album in studio
- 1976 – Le Pamplemousse
- 1977 – Le Spank
- 1978 – Sweet Magic
- 1979 – Planet of Love/You Can Get Off on the Music
- 1980 – Le Pamplemousse
- 1981 – My Love Is Burning Up
- 1984 – Put Your Love Where Your Mouth Is

#### Singoli
- 1977 – Le Spank

### Come Tuxedo Junction

#### Album in studio
- 1977 – Tuxedo Junction
- 1979 – Tuxedo Junction II - Take the A Train

#### Singoli
- 1977 – Chattanooga Choo Choo
- 1977 – Rainy Night in Rio
- 1977 – Tuxedo Junction

### Come Saint Tropez

#### Album in studio
- 1977 – Je t'aime
- 1978 – Belle de jour
- 1982 – Hot and Nasty
- 1982 – Femme Fatale

#### Singoli
- 1977 – Je t'aime

### Come In Search of Orchestra

#### Album in studio
- 1977 – In Search of...

### Come Discognosis

#### Album in studio
- 1977 – Discognosis